# Gislaveds kommun
Gislaveds kommun er en kommune i Jönköpings län i Sverige.
Kommunen indgår i den såkaldte GGVV-regionen, bedre kendt som Gnosjöregionen, som har et større antal småindustrier og virksomheder og en lav arbejdsløshed.
I kommunen er der 388 søer, hvoraf de største er Bolmen, Fegen, Majsjön og Nissasjöarna. Åen Nissan løber gennem kommunen, på sin vej fra højmosen vest for Taberg til udløbet ved Halmstad i Halland.
Gennem kommunen løber riksväg 26 (Nissastigen) og riksväg 27, samt jernbanelinjerne Halmstad-Nässjö og Kust-till-kustbanen mellem Göteborg og Kalmar.

## Historie
Gislaved opstod som navn på en administrativ enhed i 1904, hvor et municipalfællesskab med dette navn blev oprettet i Båraryds kommun. Andre municipalfællesskaber i området var Gyllenfors (1939-1948) i Anderstorps kommun samt Anderstorp (1943-1952) i samme kommune. I 1949 blev köpingen Gislaved dannet af Båraryds kommun og den del af Anderstorps kommun, som omfattede Gyllenfors. Municipalfællesskaberne blev derved opløst.
Ved kommunalreformen i 1952 dannedes følgende storkommuner: Burseryd (af de tidligere kommuner Burseryd, Gryteryd, Sandvik og Södra Hestra), Reftele (af Kållerstad, Reftele og Ås), Södra Mo (af Norra Hestra, Norra Unnaryd, Stengårdshult, Valdshult og Öreryd) og Unnaryd (af Bolmsö, Jälluntofta og Södra Unnaryd). Bosebo og Våthult blev slået sammen med köpingen Gislaved. Villstad og Anderstorp forblev uændrede. Sidstnævnte blev dog året efter omdannet til Anderstorps köping.
Kommunalreformen i 1971 medførte ingen sammenlægninger, men Unnaryd blev delt, og de to köpinger samt landkommunerne blev kommuner af samme type. Den nuværende Gislaveds kommun blev dannet i 1974, hvor seks kommuner samt fastlandsdelen af Bolmsö församling (sogn) i Unnaryds kommun blev slået sammen.

## Byområder
Der er otte byområder i Gislaveds kommun.
I tabellen vises byområderne i størrelsesorden pr. 31. december 2005. Hovedbyen er markeret med fed skrift.
| # | Byområde       | Befolkning |
| - | -------------- | ---------- |
| 1 | Gislaved       | 10.091     |
| 2 | Anderstorp     | 4.987      |
| 3 | Smålandsstenar | 4.553      |
| 4 | Hestra         | 1.326      |
| 5 | Reftele        | 1.304      |
| 6 | Burseryd       | 859        |
| 7 | Skeppshult     | 389        |
| 8 | Broaryd        | 277        |

## Nabokommuner
- Hallands län
  - Hylte kommun
  - Falkenbergs kommun
- Jönköpings län
  - Jönköpings kommun
  - Gnosjö kommun
  - Vaggeryds kommun
  - Värnamo kommun
- Kronobergs län
  - Ljungby kommun
- Västra Götalands län
  - Svenljunga kommun
  - Tranemo kommun

57°18′00″N 13°32′00″Ø / 57.3°N 13.5333°Ø